# ロックマン5 ブルースの罠!?
『ロックマン5 ブルースの罠!?』（ロックマンファイブ ブルースのわな!?、ROCKMAN 5）は、カプコンから1992年12月4日に発売されたファミリーコンピュータ（以下FC）専用のアクションゲーム。ロックマンシリーズ第5作である。後にプレイステーション（以下PS）や携帯アプリに移植された。

## 概要
ロックマンシリーズ第5作。8つの選択ステージとブルースステージ（4ステージ）とワイリーステージ（4ステージ）の計16ステージで構成されている。
ステージの中には重力反転ステージやマリンバイクステージなどといった、それまでのシリーズ作品にはなかった特殊なものも登場する。
稲船敬二によれば、この時期担当の企画マンが変わって、一からロックマンを教える必要があり、企画マンに説明によるやり取りを多く行い、ゲーム自体は適切な難易度になっていたかもしれないと語る。
ボスキャラ公募の応募総数が当作では13万通を突破した。

## ストーリー
前回の戦いから2カ月が経ち、ロックマンはしばしの休息を送っていた。
ところが彼がDr.コサックが開発した「ビート」を受け取るために外出している間に、ブルースが謎のロボット軍団を率いて街を破壊し始めた。さらにその知らせを受け戻ってきたロックマンの目の前でライト博士をさらっていった。その際にスカーフを落としていったブルース。
俄にブルースの行動が信じられないロックマンはビートと共に、真偽を確かめるためブルースを追う。

## ゲーム内容

### システムの変更点
- チャージショットの当たり判定が大きくなり、「ニューロックバスター」が「スーパーロックバスター」に改称された。チャージ時間も『ロックマン4』と比べ、かなり短縮されている。しかし、チャージ中にダメージを受けると中断される欠点もある。（スマホアプリ版ではこの欠点が無くなっている）
- 特殊武器の対ボスダメージが抑えられ、弱点以外は基本的に最低効果となった。
- ラッシュコイルがラッシュ自身も飛び上がる仕様に変更され、2段階ジャンプが可能になった。
- ラッシュジェットが水中でも使用可能になったことに伴い、今作からラッシュマリンが廃止された。
- 最初に選択可能な8つのステージに1つずつ配置されている「R」「O」「C」「K」「M」「A」「N」「5」[注釈 1]のプレートを集めることにより、援護攻撃を行ってくれる新サポートメカの「ビート」が登場した。
- 武器・ライフ、双方のエネルギーを全快できるM缶（ミステリー缶）が登場した。ただしE缶と違い1個だけしか所持できない（携帯アプリ版はE缶同様に多く持てる）。所持するとM缶が本来配置されている場所には、消費しない限り配置されない（携帯アプリ版は除く）。また、体力・全武器エネルギーを消費していない状態で敵がいる所で使用するとあることが起きる。
- 武器選択画面では、武器名は前作まではその武器を所持するボスの名前で表していたものも、今作からはその武器の名前で表記されるようになった。
- ボスラッシュ（再戦）のボスルームから転送装置が撤去され、ボスを倒した後に出てくるアイテムを取ることが脱出条件となった（この作品のみ、それぞれのステージボスの部屋がそのまま再現されている。アプリ版では新規のボス部屋が用意されている）。

## 登場キャラクター

### メインキャラクター
DRN.001 ロックマン（Rockman）

DRN.000 ブルース（Blues）

Dr.ライト（Dr.Right）

Dr.コサック（Dr.Cossack）
FC版ではビートの設定に名前のみ登場。PS版ではナビモードのナビゲーターとしてゲーム中に登場する。

Dr.ワイリー（Dr.Wily）

### ボスキャラクター

#### メインボス
DWN.033 グラビティーマン（Gravityman）
長所：研究熱心 / 短所：社交性がない / 好き：物理学 / 嫌い：宇宙空間
反重力研究所を占領して、重力コントロール装置を組み込んだロボット。重力コントロール装置による特殊武器「グラビティーホールド」により部屋の中程度ながら重力を自由にコントロールできる。強力な武器は有していないため、体当たりとバスターが攻撃の中心である。このボスキャラクターは女性が原案者の数少ないキャラクターの内の一体でもある。
グラビティーマンステージには、重力が上下反対になる仕掛けが存在する。また、同時に一部の敵の重力も反転する。

DWN.034 ウェーブマン（Waveman）
長所：涙もろい / 短所：人嫌い / 好き：海底散歩 / 嫌い：ヘドロ
「世界征服の第一歩は飲み水を確保すること」を前提にして、水質管理局を占拠するためにDr.ワイリーが開発した水中用の戦闘ロボット。特殊武器「ウォーターウェーブ」は、足元から水柱を発生させる。荒々しく短気な性格で、怒ると所かまわず右手のモリを突き刺して、怒りを静めている。モリとは裏腹に、接近戦に弱い。
過去に海外で発売された『Mega Man III』に同名のボスキャラクターが登場している。

DWN.035 ストーンマン（Stoneman）
長所： 意志の固い / 短所：頑固 / 好き：オイル飲み歩き / 嫌い：ケチな奴
岩石で造られた巨大なロボット。空中庭園攻略の際、足場となる高い山を占拠する目的で作られた。重い身体を持ちながらもジャンプできるのが自慢らしいが、着地する時ショックでつぶれてしまうことが時折あるらしい。互いに引力を持って回転する3つの岩を敵にぶつける「パワーストーン」が特殊武器。ガッツマンと仲が良い。

DWN.036 ジャイロマン（Gyroman）
長所：誇り高い / 短所：人を見下す / 好き：竹とんぼ / 嫌い：ジェットエンジン
Dr.ワイリーが開発した空中戦闘用ロボット。ワイリーの命令により空中庭園を占拠し、入園料を徴収している。入園料の取りこぼしがないように飛行能力を搭載したが、占拠した途端に入場者が激減し、活躍の場がないとぼやいていた。ジェットエンジンを装着するはずが、予算不足のせいでプロペラになってしまった（それでも本人は気に入っており、またプライドが高い性格ゆえにそれを指摘されることに不満を感じている）。雲に隠れての攻撃を得意とする。プロペラ形カッターの「ジャイロアタック」が特殊武器。

DWN.037 スターマン（Starman）
長所：ロマンチスト / 短所：思い込みが激しい / 好き：オペラ鑑賞 / 嫌い：夢のないロボット
Dr.ワイリーの命令で、地球軌道上の衛星基地を占拠したロボット。「華麗な貴公子」を自称し、お洒落好きで特に光るモノを好むロマンチストで、オペラやミュージカルの鑑賞が趣味。最近は基地工事の監督の任に忙しく、お洒落を気にする時間もないと悩んでいる。思い込みが激しい。将来の夢は宇宙の果てに恋人と一緒に行くこと。強力なバリアを発生させる「スタークラッシュ」が特殊武器。『ロックマン3』に登場したシャドーマン同様地球外からの技術を利用している。このステージではジャンプ力が高くなる。
キャラクターデザインは、村田雄介の友人。

DWN.038 チャージマン（Chargeman）
長所：一途な性格 / 短所：ケンカっ早い / 好き：昔の自慢話 / 嫌い：カタカナのもの
輸送ロボットを改造。占拠地に物資を送り込むため、列車を使ってカモフラージュ陸送している。資金不足のせいで動力源は石炭と水。「自分が一番安上がりだ」とふてくされ、多少ひねくれた性格になってしまった。高熱を発しながらのダッシュ体当たり攻撃が得意。ボディが赤くなると煙突から石炭を降らせて攻撃する。
応募作品時の名は「スチームマン」。人型から機関車形態に変形し体当たりを繰り出す「ロコモーションアタック」という必殺技を持っていたが、そのアイデアは採用されていない。

DWN.039 ナパームマン（Napalmman）
長所：任務に忠実 / 短所：マニアックな所 / 好き：武器、兵器全般 / 嫌い：安全装置
Dr.ワイリー自作で、全身に強力な武器を内蔵した戦闘用ロボット。秘密兵器工場の守備を命じられている。工場を見回るついでに自分に合った新兵器を探すのが日課の武器マニア。「ナパームボム」などの強力な武器を全身に身に纏っているため、仲間からも恐れられ、友達が少ないのを気にする気弱な一面を持っている。
『ロックマン バトル&チェイス』で獲得した優勝賞金で念願の兵器博物館を建てるも、客足はいま1つ（『ロックマン&フォルテ』のキャラクター説明によると、兵器の好みがマニアックすぎたらしい）。
『ロックマン10 宇宙からの脅威!!』では、過去のシリーズに登場したボスロボットたちの能力をコピーしたボス「ウェポンアーカイブ」の『5』のボス代表として選ばれている。
応募された際の名前は「ビートマン」。因みに前作では同じ原案者によるほぼ同一のデザインである「ラッシュマン」と言う名のボスがライト賞を受賞している。池原しげとが『3』のボスキャラ公募の際、これとは違うナパームマンを投稿したが採用されていない。

DWN.040 クリスタルマン（Crystalman）
長所：神秘的 / 短所：胡散臭い / 好き：占い / 嫌い：科学者
Dr.ワイリーが資金稼ぎのために集めていたクリスタルの原石を使って開発したロボット。開発当初はクリスタル増産による資金収集が目的で、人工クリスタルを作り出すことができる。関節などといった身体の各所にクリスタルをはめ込まれており、ストーンマンと同じかそれ以上の身体の硬さを持つ。無駄のないシンプルなデザインは本人も気に入っているが、ほかのロボットに比べて身長が低いことをやや気にしている。水晶玉占いを含めて占いが好き。地形に反射するクリスタル弾の「クリスタルアイ」が特殊武器。
キャラクターデザインは、村田雄介。応募ハガキの時点では「レンズマン」という、凸レンズで光を集めて攻撃するボスであった。
ゲームでは4つのクリスタルを放ってくるが、池原しげとの漫画版ではロックマン同様3つに分裂する。

#### その他のボスキャラクター
ダークマンI（Darkman I）
ブルースステージ1のボス。ブルースに仕える守衛、ダークマンシリーズの一人で下半身にキャタピラを装備した唯一の戦車型ロボット。高い攻撃力を持ち、攻撃を受けるたびに移動速度が速くなるという特性を備えている。

ダークマンII（Darkman II）
ブルースステージ2のボス。ダークマンシリーズの一人で人型のダークマン。特殊な攻撃こそ無いが、攻撃を弾く電磁バリアーを装備している。
IIと付いているが、彼がダークマンシリーズの基本型である。

ダークマンIII（Darkman III）
ブルースステージ3のボス。ダークマンシリーズの一人で大型の銃を装備したスナイパー。右腕を銃に換装しており、高い機動力を駆使して空中、地上からロックマンを狙う。また、胸部からはロックマンの動きを止める効果を持つリング弾も放つことができる。

ダークマンIV（Darkman IV）
ブルースステージ4のボス。ダークマンシリーズのリーダー格で、ブルースの姿を模した偽者の正体であり、最強の戦闘力を持つダークマン。体のパーツを少しずつずらすことで体の大きさを変えることが可能。この能力を利用してブルースの姿を真似たが、最終的には本物のブルースに正体を暴かれてしまった。口笛はブルースのそれとは音程が異なる。ダークマンIIの電磁バリアー、ダークマンIIIの銃に相当するバスターを装備しており、ダークマンI以上の攻撃力を持つ。

ビッグペッツ（Big Pez）
ワイリーステージ1のボス。元々は遊園地で道案内をしていたロボットをDr.ワイリーが悪用し、改造された。達磨落としのように自分の胴体を飛ばすことで攻撃する。時折上から小型メカを降らせる。

サークリングQ9（Circling Q9）
ワイリーステージ2のボス。厚いリング状の装甲に守られた地球ゴマのような姿のロボット。装甲は硬く攻撃が全く通用しないが、空気の取り込みのために開閉する左右の入り口から本体を狙い撃つことができる。斜め方向に弾を降らせる。池原しげとの漫画版では、正面と背面を半球のシールドで覆われている。

ワイリープレス（Wily Press）
ワイリーステージ3のボス。ロックマンは上下攻撃が苦手と解析して造ったUFOのような形状の兵器。空中を素早く移動し、隙あらばプレス攻撃を仕掛けてくるメカ。操縦者はワイリー。大変な研究の結果だが、ただ単に踏み潰すという攻撃しか持っていない。通常時はロックマンの攻撃が届かないが、プレス攻撃を仕掛けてきた時のみ、弱点が露呈する。

ワイリーマシン5号（Wily Machine 5）
ワイリーステージ4のボス。大型の戦車型となった、対ロックマン戦用兵器。本来ならばパワーアップ変形が可能であったが、製造上のミスで代わりに脱出装置が機能するようになった。バウンド弾発射口以外は攻撃を受け付けない。脱出装置であるワイリーカプセルIIは単体でも十分な戦闘力を持つ。

ワイリーカプセルII（Wily Capsule II）
テレポート機能を新設し、攻撃方法も前作より増加したもの。ワイリーマシン5号戦からの連戦となる。

## 特殊武器
グラビティーホールド（Gravity Hold）（G.HOLD） - グラビティーマンを撃破 - 消費エネルギー（4）
画面全体攻撃。一瞬20Gで押し付け、次の瞬間にマイナスGに解放することで画面中の敵を上空に飛ばすという設定だが、ゲーム上では画面が一瞬光るだけである。威力は低く破壊する効果はないので、敵からアイテムを得ることは出来ない。
池原しげとの漫画版では「グラビティーフォールド」と呼ばれていた。

ウォーターウェーブ（Water Wave）（W.WAVE） - ウェーブマンを撃破 - 消費エネルギー（2）
地上でのみ使用可能。高圧力で圧縮した水を一方向に噴出させることで、鋼鉄も貫く3本の水柱を噴き上げる。地形に沿って進み、敵の弾をかき消す効果を持つ。壁は登れない。

パワーストーン（Power Stone）（P.STONE） - ストーンマンを撃破 - 消費エネルギー（1）
不思議な力を秘めた3つの岩を、互いの引力を利用してロックマンを中心に放出する。岩は回転しながら徐々に外側へ拡散していき、最終的にほぼ画面全域まで届く。しかし遠距離へ飛ぶほど岩同士が大きく拡散してしまうため、返って命中させにくくなってしまうという点もある。なお、発射時に攻撃モーションが存在しない。

ジャイロアタック（Gyro Attack）（G.ATTACK） - ジャイロマンを撃破 - 消費エネルギー（1）
回転プロペラを発射する。プロペラは方向キーの上下入力で1回だけ任意の方向に軌道を垂直に曲げることが出来る。

スタークラッシュ（Star Crash）（S.CRASH） - スターマンを撃破 - 消費エネルギー（2、3）
星形の弾をロックマンの周囲で回転させるバリア系の武器。『4』のスカルバリアーと違って展開後に再度ボタンを押すことで前方に発射可能。敵の弾を防ぐか、敵に接触すると消滅する。状況によって消費エネルギーが異なり、発射時は2メモリ、敵（弾）接触時は3メモリ消費する。

チャージキック（Charge Kick）（C.KICK） - チャージマンを撃破 - 消費エネルギー（1）
この武器の選択中はスライディングで攻撃する形となるため、Bボタンは使用しない。スライディングが衝撃波を纏ったグラフィックに変化し、攻撃判定と無敵時間が付加される。当然ながら地上でしか使用できない。

ナパームボム（Napalm Bomb）（N.BOMB） - ナパームマンを撃破 - 消費エネルギー（1）
地形に沿って転がる爆弾を発射する。3連射まで可能。敵に接触するか、一定時間が経つと爆発する。威力が高く、耐久力の高い敵に有効。グラビティーマンステージの重力反転トラップに影響されずに下方向へ攻撃できる。

クリスタルアイ（Crystal Eye）（C.EYE） - クリスタルマンを撃破 - 消費エネルギー（1）
神秘のパワーを秘めた人工クリスタル弾を正面に発射する。壁に接触すると3つの小型クリスタルに分裂し、地形を反射しながら飛ぶ。威力は分裂前後ともに同じである。

### その他の特殊武器
ニューラッシュコイル（New Rush Coil）（R.COIL） - 最初から所持 - 消費エネルギー（4）
上に乗ると、ラッシュが跳ねる。そこからロックマン自身がジャンプすることで高く跳べる2段ジャンプ形式。ただし自力でもう一度飛ぶ操作のため、横移動してラッシュから落ちてしまうなど扱い辛かったためか、後の作品では再び前作、前々作と同じものに変更された。よって、ニューラッシュコイルは本作のみとなった（ただし、国外ではゲームギア版『ロックマン』にも登場する）。

ラッシュジェット（Rush Jet）（R.JET） - ジャイロマンを撃破 - 消費エネルギー（-）
上に乗ると、前方へ飛ぶことが出来る。今作から再び水中でも動作が可能。

スーパーアロー（Super Arrow）（S.ARROW） - スターマンを撃破 - 消費エネルギー（2）
直線の軌道に矢を発射する武器。ロックマンが上に乗ることで移動にも利用できるが、その間はエネルギーを一気に消費してしまう。壁に張り付く性質もあるので、壁を登ることにも使える。画面上に3つまで出せる。敵への攻撃にも使用でき、一部のザコ敵やボスの弱点にもなっている。
池原しげとの漫画版では、最終回で初めて攻撃用としても使用された（それまでは、攻撃には使えないと思い込んでいた）。

ビート（BEAT） - ロックマンプレート8枚を集める - 消費エネルギー（1）
ロックマンの近くに鳥形ロボット「ビート」を呼び出す。出現している間は自動的に敵に体当たりをする。攻撃力が高く、ボスにも有効。

## 回復アイテム
ミステリー缶
今作品で初登場した回復アイテム。使用するとライフ・武器の全エネルギーが回復する。また全エネルギーが満タンの時に使用すると画面内のザコが全て1UPに変わる。ザコもない場合はその場で1UPする。ストックは1個までとなっており、所持していれば出現しない。
後に『ロックマン9』・『10』でも登場しており、同等の効果を持つ「S缶」が『ロックマンワールド4』・『ワールド5』・『ロックマン7』に登場している。

L缶
ストックは不可能だが、取った瞬間にエネルギー缶と同じ効果を発揮する。
ゲーム中ではブルースから貰える。偽ブルース（ダークマンIV）の攻撃で瀕死の状態になったロックマンはこれでライフを回復させダークマンIVに挑む。『7』では、これと同じ効果を持つライフエネルギー(特大)がある。
後の『ロックマンゼクス アドベント』に「アンティークアイテム」として登場している。

## 他機種版
| No. | タイトル                             | 発売日         | 対応機種                                            | 開発元                  | 発売元   | メディア                              | 型式 | 売上本数 | 備考                                                 |
| --- | ------------------------------------ | -------------- | --------------------------------------------------- | ----------------------- | -------- | ------------------------------------- | ---- | -------- | ---------------------------------------------------- |
| 1   | ロックマン5 ブルースの罠!?           | 1999年11月25日 | PlayStation                                         | エルステッド インテック | カプコン | CD-ROM                                | -    | -        |                                                      |
| 2   | ロックマン5 ブルースの罠!?           | 2003年6月26日  | PlayStation                                         | エルステッド インテック | カプコン | CD-ROM （PS one Books）               | -    | -        | 廉価版                                               |
| 3   | Mega Man Anniversary Collection      | 2004年6月23日  | PlayStation 2 ニンテンドー ゲームキューブ           | Atomic Planet           | カプコン | DVD-ROM 8センチ光ディスク             | -    | -        | 他シリーズの9作品との合同収録作。PlayStation版を収録 |
| 4   | Mega Man Anniversary Collection      | 2005年3月15日  | Xbox                                                | Atomic Planet           | カプコン | DVD-ROM                               | -    | -        | 他シリーズの9作品との合同収録作。PlayStation版を収録 |
| 5   | ロックマン5 ブルースの罠!?           | 2011年5月31日  | Wii                                                 | カプコン                | カプコン | ダウンロード （バーチャルコンソール） | -    | -        |                                                      |
| 6   | ロックマン5 ブルースの罠!?           | 2011年8月10日  | PlayStation 3 PlayStation Portable PlayStation Vita | エルステッド インテック | カプコン | ダウンロード （ゲームアーカイブス）   | -    | -        | PlayStation版の移植                                  |
| 7   | ロックマン5 ブルースの罠!?           | 2012年11月14日 | ニンテンドー3DS                                     | カプコン                | カプコン | ダウンロード （バーチャルコンソール） | -    | -        |                                                      |
| 8   | ロックマン5 ブルースの罠!?           | 2014年4月23日  | Wii U                                               | カプコン                | カプコン | ダウンロード （バーチャルコンソール） | -    | -        |                                                      |
| 9   | ロックマン クラシックス コレクション | 2016年2月25日  | ニンテンドー3DS                                     | Digital Eclipse         | カプコン | 3DSカード                             | -    | -        | 他シリーズの5作品との合同収録作                      |
| 10  | ロックマン クラシックス コレクション | 2016年5月26日  | PlayStation 4 Xbox One Steam                        | Digital Eclipse         | カプコン | ダウンロード                          | -    | -        | 他シリーズの5作品との合同収録作                      |
| 11  | ロックマン クラシックス コレクション | 2018年5月24日  | Nintendo Switch                                     | Digital Eclipse         | カプコン | Switch専用ゲームカード・ダウンロード  | -    | -        | 他シリーズの5作品との合同収録作                      |

## 攻略本
- ロックマン4・5・6 公式ガイドブック - アスペクト、2000年1月7日、ISBN 4-7572-0648-8

## 余談
- 背景の二重スクロール・ステージ選択時デモのモザイク処理・サークリングQ9やオクトーパーOAの様な複雑な動作パターンを持つ巨大キャラといったSFCの特徴とされていた諸演出を様々な工夫を用いて実現している。
- この作品だけ、ボスの部屋へ続くシャッターが他の作品と比べてサイズが小さい（通路も低くなっている）。
- 携帯アプリ版ではブルースステージ4のスタート地点がFC版のスタート地点の右にある新しく作られた部屋からになっていて、そこから本来のステージに侵入するようになっている。
- Dr.ワイリーが黒幕であることは伏せられているが、FC・PS版の解説書には「ワイリーステージ」との記載もある。
- ファミコン6作品では唯一ザコ敵を撃破した時の音は通常のダメージを与えた音（バシンバ）ではなく、爆発した音になっている。